# Chiosi

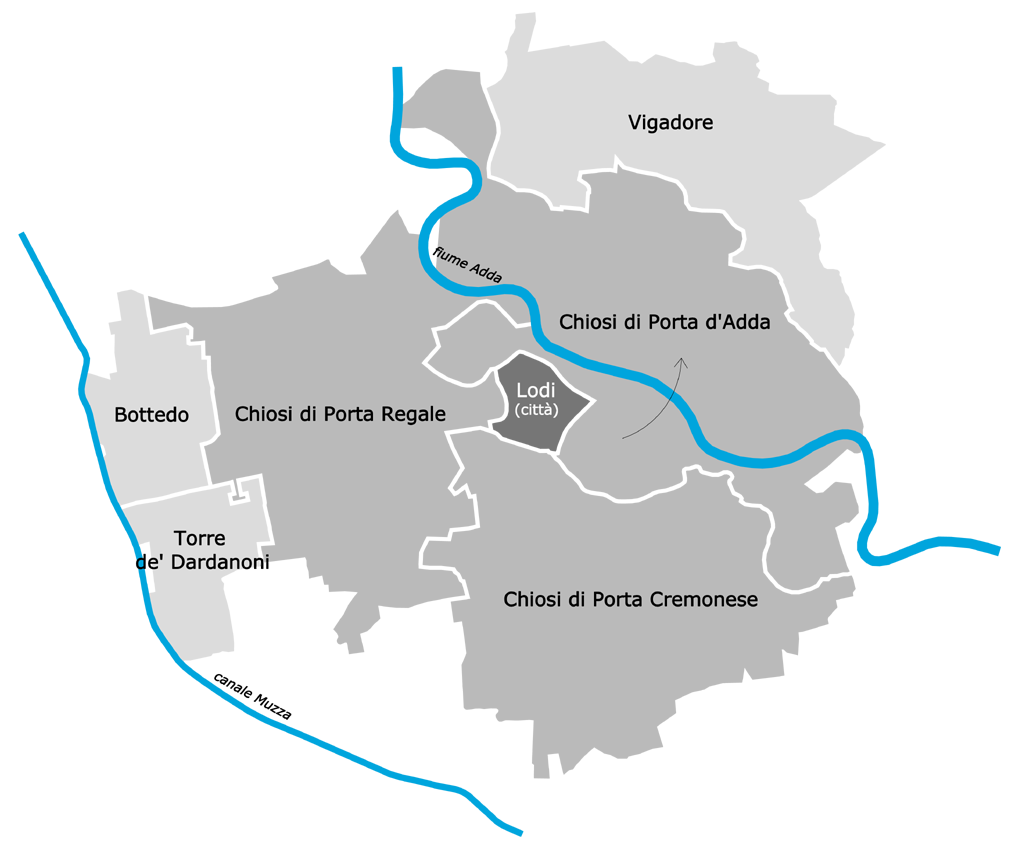
Mappa dei tre chiosi di Lodi e dei tre comuni attualmente compresi nel territorio cittadino

I chiosi di Lodi (dal latino Clausi civitatis Laude) erano i territori suburbani immediatamente circostanti la città, compresi in un raggio di circa 2 km.
Comprendevano i territori agricoli direttamente appartenenti alla città, ed erano privi di centri abitati: la popolazione risiedeva infatti nei borghi extramurali o nelle cascine.
Erano amministrati dal comune di Lodi, ma indipendentemente tra loro e dalla città.
Un'analoga organizzazione del suburbio, risalente all'età medievale, era presente in varie città lombarde (ad esempio i Corpi Santi di Milano).
In origine esistevano 4 chiosi (di Porta Cremonese, di Porta d'Adda, di Porta Pavese, di Porta Regale), corrispondenti alle 4 porte cittadine; con la chiusura di Porta Pavese (XVII secolo), i Chiosi corrispondenti vennero spartiti fra le porte Cremonese e Regale. Con l'apertura di Porta Nuova (fine XVIII secolo) non si istituì un chioso corrispondente, forse perché la nuova porta contribuì al declino di Porta Regale.
Dopo l'Unità d'Italia (1861), la città di Lodi iniziò ad espandersi oltre la cinta muraria, nei territori dei Chiosi. Si giunse pertanto ad una riunione dei Chiosi in due territori più vasti (Chiosi d'Adda Vigadore, 1870, e Chiosi Uniti con Bottedo, 1873), ma dopo pochi anni (1877) i Chiosi vennero definitivamente annessi alla città, analogamente a quanto deciso in altre città lombarde.